# لويغي بينديتي
لويغي بينديتي (بالإيطالية: Luigi Benedetti)‏ هو عداء سريع إيطالي، ولد في 19 مايو 1951 في ماسا في إيطاليا.

## وصلات خارجية
- لويغي بينديتي على موقع أوليمبيديا (الإنجليزية)